# 姫島盆踊り
姫島盆踊り（ひめしまぼんおどり）は、大分県の姫島（東国東郡姫島村）に伝わる盆踊り。毎年8月15日から17日の間に行われる。毎年開催日が異なる。

## 概要
姫島の盆踊りは、鎌倉時代の念仏踊りから発展したものといわれている。毎年8月15日から17日の間に行われる。毎年開催日が異なる。また、盆踊り期間中以外にもいくつかの踊りが、姫島かれい祭り（毎年5月）や姫島車えび祭り（毎年10月）等のイベントで披露される。
盆踊りの期間には、各地区ごとの盆坪と呼ばれる会場と中央広場との計7会場が設けられ、踊り手は地区毎に15～20名が一組となって、まず各自の地区の盆坪で踊り、次いで島内各地の盆坪を巡って踊る。
踊りは、伝統踊りと創作踊りとに大別され、伝統踊りにはアヤ踊り、キツネ踊り、猿丸太夫、銭太鼓等がある。創作踊りは、毎年新しく作られるもので、ほとんどはその年限りである（中には、大海地区のタヌキ踊りのように、毎年踊られるようになるものもある）。1度の祭りで踊られる踊りの種類は50種以上にのぼる。アヤ踊り、キツネ踊り、猿丸太夫、銭太鼓は、姫島村の無形文化財に指定されている。

## 代表的な踊り

### アヤ踊り
アヤ踊り（あやおどり）は、青年男女が二人一組となって踊る踊りで、アヤ棒といわれる短い青竹の棒を持った上半身裸の男性が、優雅に手踊りをする女性の間を縫って、激しく跳ね踊る。男女の静と動が対照的な踊りである。北浦地区に伝わるものである。

### キツネ踊り
キツネ踊り（きつねおどり）は、姫島盆踊りの中でも最も有名な踊りである。顔を白く塗ってひげなどを描き、白ずくめの衣装に身を包んで白ギツネに扮した子供が、提灯を吊した傘を持ち、キツネの仕草をまねたユーモラスな踊りを踊る。古くから伝わる踊りで、本来は成年男子が踊る激しい踊りであったが、戦後、子供が踊るようになった。踊りの先頭はキツネ姿ではなく浴衣、羽織に編笠姿であることから、この踊りは、キツネが庄屋をからかう様を表したもので、横暴な庄屋への風刺であったとする説もある。これも北浦地区に伝わる踊りである。

### 猿丸太夫
猿丸太夫（さるまんだゆう）は、鶴崎踊等でも踊られる大分県の盆踊りを代表する優美な踊りである。西浦地区の女性によって踊られる。

### 銭太鼓
銭太鼓（ぜにだいこ）も、アヤ踊りと同様に青年男女が二人一組となって踊る踊りで、男性は銭太鼓（フグの皮を張った片面の太鼓に孔開き銭をつけたもの）を持って、女性の間を縫うように踊る。これも、男女の動きが対照的な踊りである。松原地区に伝わる。

## 交通
国東市の国東港伊美地区と姫島港との間に姫島村営フェリー「姫島丸」が就航しており、姫島盆踊り期間中は、盆踊りの終了時刻まで臨時便が運航される。この両日には、フェリーに自動車を積載することはできず、国東港伊美地区に駐車場が用意される。

## 映画
- 『顔 (2000年の映画)』の終盤のシーンに姫島盆踊りが登場した。